# Dolîna, Iuriivka
Dolîna (în ucraineană Долина) este un sat în comuna Verbuvativka din raionul Iuriivka, regiunea Dnipropetrovsk, Ucraina.

## Demografie
Componența lingvistică a localității Dolîna
     Ucraineană (92,31%)
     Rusă (7,69%)
Conform recensământului din 2001, majoritatea populației localității Dolîna era vorbitoare de ucraineană (92,31%), existând în minoritate și vorbitori de rusă (7,69%).